# Daventry
Daventry es una ciudad y un parroquia civil del distrito de Daventry, en el condado de Northamptonshire (Inglaterra). Según el censo de 2011, Daventry parroquia civil tenía 25.026 habitantes, distrito de Daventry tenía 77.843 habitantes. Está listado en el Domesday Book como Daventrei.